# Mauthausen (ville)
Cet article concerne la ville de Mauthausen située en Autriche. Pour le camp de concentration nazi de Mauthausen, voir Mauthausen.
Mauthausen est une petite ville de marché de la Haute-Autriche. Elle se situe sur la rive septentrionale du Danube à la confluence de l'Enns, à 170 km en amont (est) de Vienne et à 22 km en aval de Linz. Elle a une population de 4 850 habitants (2001).
La ville est principalement connue pour le complexe concentrationnaire de Mauthausen nazi qui s'y trouvait durant la Seconde Guerre mondiale.

## Chronique de la ville
(juillet 2010).
- Présence humaine à la période néolithique attestée par des fouilles archéologiques
- Empire romain, le lieu est un croisement de 2 routes commerciales.
- Fin du Xe siècle, le lieu devient un péage (Maut en allemand) pour les bateaux, le nom Muthusen pour le bourg est pour la première fois mentionné en 1007
- 1189 : Frédéric Ier (1122/25-1190), dit Frédéric Barberousse, donne l’ordre de brûler le village, parce que la station de péage tient à ce que le péage pour traverser le Danube soit payé même si Léopold V de Babenberg, duc d'Autriche (1177-1194) a assuré une franchise aux Croisés.
- 1335 : Pour la première fois Mauthausen est inscrit comme municipalité dans le «Baumgartenberger Urbar».
- 1406 : Le commerce de sel constitue une ressource particulière pour le village.
- 1414 : La première église et le village presque en entier sont détruits par les Hussites.
- 1420 : Mauthausen est séparé de Ried/Riedmark et est élevé l’église succursale.
- 1491 : La résidence seigneuriale de Pragstein est construite sur une île située non loin de la rive.
- 1820 : Au début de l’année, le « passage sur le Danube » se fait par le premier Fliegende Brücke ("Pont vaisseaux") d’Autriche.
- 1853 : La première école est construite dans la maison du sacristain, près de l’église.
- 1870 : L'organisation des pompiers volontaires est fondée.
- 1871 : inauguration du pont de chemin de fer franchissant le Danube juste à l'est de Mauthausen, la voie de chemin de fer et la gare provoquent un essor économique.
- 1893/94: Le nouvel immeuble de l’école primaire est acheté.
- 1901 : Acquisition du château Pragstein par la commune. L'organisation Heimatfreunde a aménagé le musée Heimatmuseum au deuxième étage du château. L’école musicale de St. Georgen/Gusen se trouve aussi dans le château.
- 1914/1918: Camp de prisonniers de guerre à l'est de Mauthausen. Des Russes, des Serbes et principalement des Italiens y sont emprisonnés soit environ 40 000 prisonniers de guerre dont 9 000 mourront dans le camp, la plupart sont enterrés dans un cimetière de guerre à proximité.
- 1938 : Le camp de concentration nazi est construit, il ouvre pendant la guerre. Environ 110 000 personnes y mourront (dont le plus grand groupe de victimes est dû aux camps de concentration de Gusen à seulement 4 kilomètres). Aujourd’hui c'est un lieu commémoratif et de mémoire en Mauthausen et Gusen.
- 1954 : inondations
- 1968 : le premier collège est construit.
- 1985 : 650e anniversaire de Mauthausen.
- 2002 : inondations

## Lieux et monuments
- Camp de concentration de Mauthausen
- Église du XVe siècle
- Vieille ville
- Pragstein, château du XVIe siècle